# Juraj Plančić
Juraj Plančić (22. října 1899 Stari Grad – 19. srpna 1930 Paříž) byl chorvatský malíř.

## Život
Narodil se ve Starém Gradu na ostrově Hvaru. Studoval sochařství ve Splitu a malířství v Záhřebu, kde studoval v ateliéru Vladimira Beciće. Studium zakončil v roce 1925. V roce 1926 odjel do Paříže na základě stipendia francouzské vlády.  Jeho přítelem byl Juraj Škarpa. Nejdůležitější díla vytvořil v Paříži od září 1928 do dubna 1930, kdy namaloval 75 obrazů. Jsou to krajiny, scény, figurální kompozice, akty, poloakty, portréty a zátiší. Mísí se v nich dalmátské a francouzské motivy. První úspěchy a ohlas kritiky mu přinesla účast na Podzimním salonu v roce 1928. Na Salonu nezávislých v roce 1929 prodal několik obrazů. V roce 1929 vystavoval v prestižní galerii Galerie de Seine.
V té době žil ve velmi nuzných poměrech, byl již vážně nemocný a tušil, že brzy zemře. Přesto jsou jeho obrazy plné radosti, smyslnosti a vitality.
Vydal také dvě série grafik "Stari Grad" a "Dubrovník". 
Zemřel na tuberkulózu.

## Výstavy
- 1960 Retrospektivní výstava díla, Split
- 1996 Retrospektivní výstava díla, Klovićevi dvori Gallery, Záhřeb
- 2007 Juraj Plančić, Adris Gruppa Gallery, Rovinj [4]
- 2022 Juraj Plančić – Pariški opus / Parisian Artworks [2]

Díla Juraje Plančiće jsou součástí stálé expozice Četiri starogradska umjetnika XX. stoljeća (Čtyři starogradští umělci 20. století) v Muzeu města Stari Grad.

## Galerie

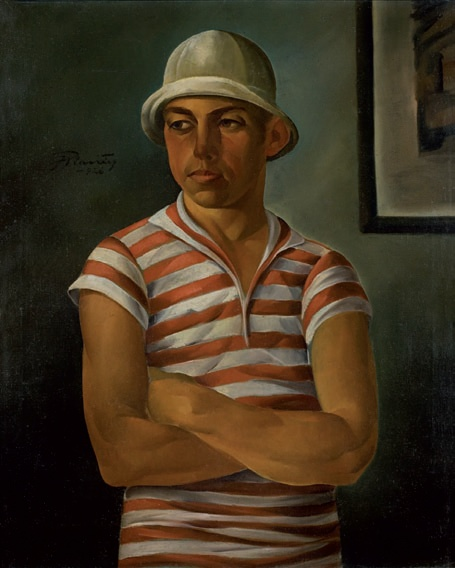
Portrét chlapce, 1926
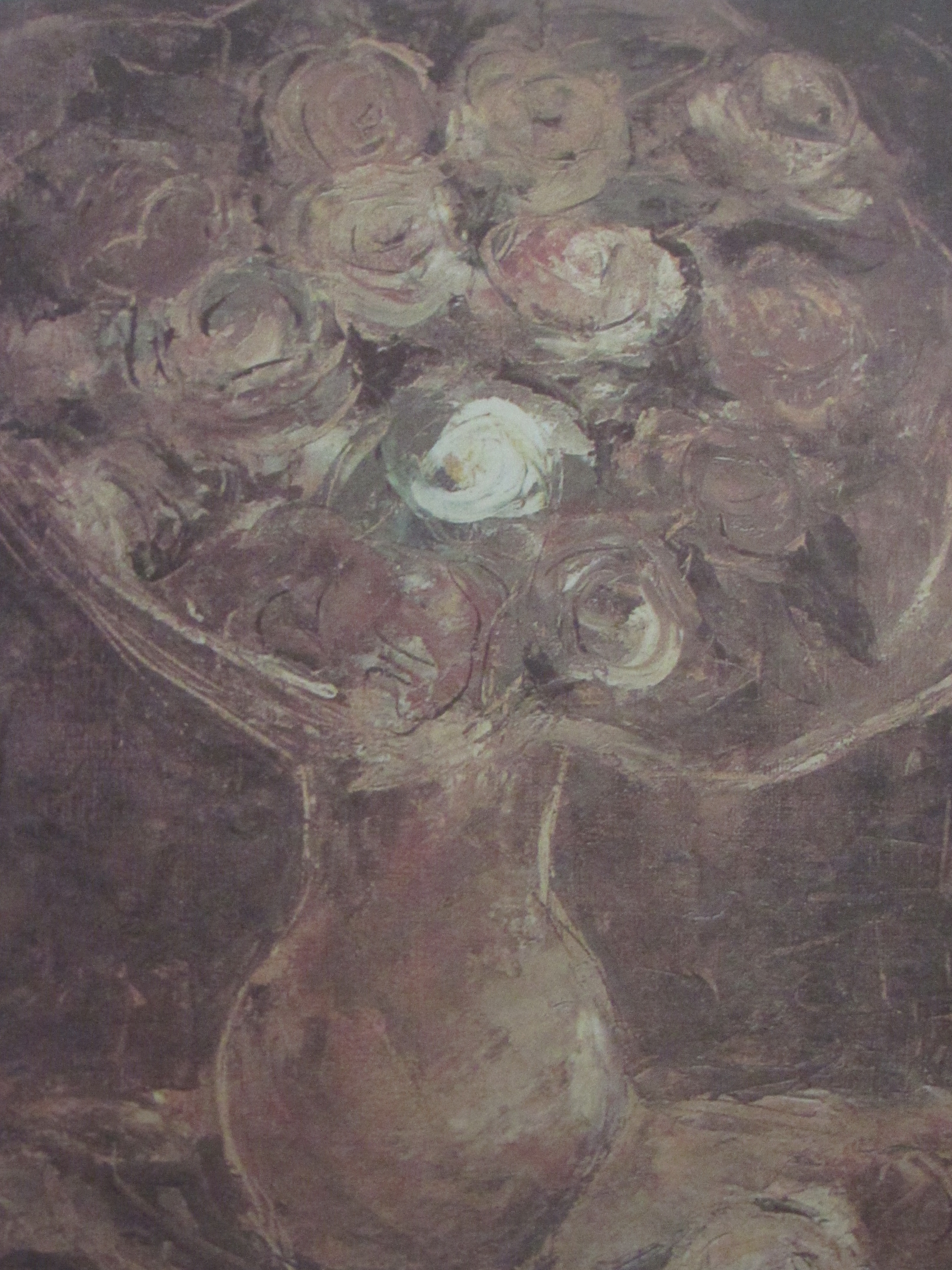
Růže
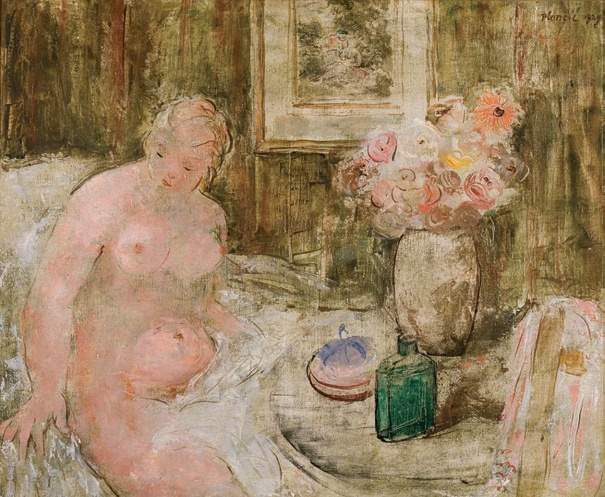
Akt, 1929
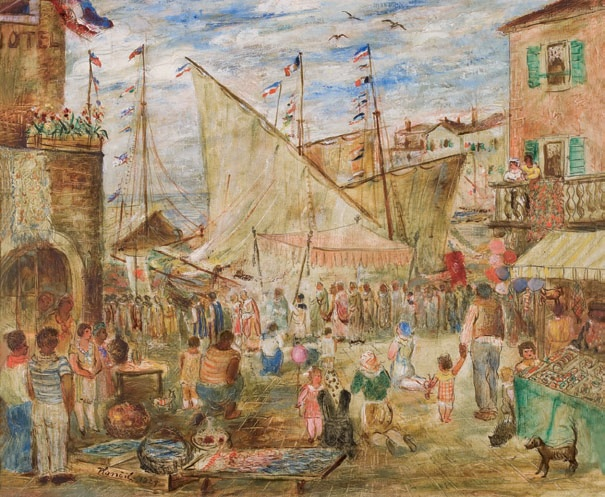
Procesí, 1929
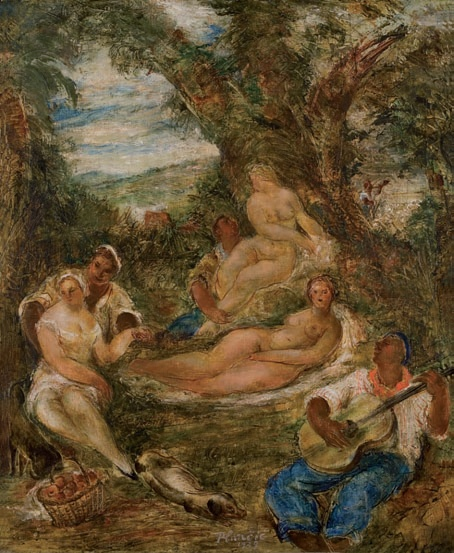
Venkovská scéna, 1929